# 石慧儒
石慧儒（1923年—1967年），女，北京人，中国单弦表演艺术家，天津市曲艺团演员。

## 生平
石慧儒幼年学艺，师从华连仲。14岁登台演出。